# Zanj
Zanj var en term som traditionellt användes i den Mellanöstern för att beskriva Östra Afrika och Swahilikusten och dess bantuinnevånare,  men också en term för östafrikaner. Namnet kom från det gamla namnet på Indiska Oceanen, som kallades Zanj-havet. Under medeltiden kallades afrikanska slavar i Arabvärlden allmänt för zanj, på samma sätt som europeiska slavar kallades för saqaliba. 